# I Build This Garden for Us
I Build This Garden for Us è un singolo di Lenny Kravitz. È stato estratto dal suo album d'esordio Let Love Rule, e fu pubblicato nel gennaio del 1990 dalla Virgin Records.

## Tracce
1. I Build This Garden For Us – 6:16 (Kravitz)
2. Flower Child – 2:56 (Kravitz)
3. Fear – 5:25 (Kravitz, Lisa Bonet)